# 北朝鮮での人道に反する犯罪を停止する国際連帯
北朝鮮での人道に反する犯罪を停止する国際連帯（きたちょうせんでのじんどうにはんするはんざいをていしするこくさいれんたい）あるいは北朝鮮における人道に対する罪を止める国際NGO連合（きたちょうせんにおける じんどうにたいするつみ をとめるこくさいエヌジーオーれんごう、英: The International Coalition to Stop Crimes against Humanity in North Korea、ICNK）は、アムネスティ・インターナショナル、ヒューマン・ライツ・ウォッチ、国際人権連盟という世界3大人権NGOを中心に、数十の世界規模の組織・団体により、2011年9月8日に結成され、構成されている、連合組織である
。

## 概要
北朝鮮人道犯罪を調査する国連調査委員会の設置を目指して活動している
2013年1月に日本政府は、ICNKの要請を受けて国連に調査委員会設置を提起することを決めた。2016年3月23日、国連人権理事会は、ICNKが国際法曹協会らとともに提案していた、北朝鮮人権侵害の刑事責任追及のための専門家グループ設置を決定した。

## 世界三大人権NGO
- アムネスティ・インターナショナル
- ヒューマン・ライツ・ウォッチ
- 国際人権連盟